# Sachsen-Klasse (1878)
Die Sachsen-Klasse war eine Klasse von vier Panzerkorvetten der deutschen Kaiserlichen Marine, benannt nach deutschen Ländern: Sachsen, Bayern, Württemberg und Baden.

## Entwurf

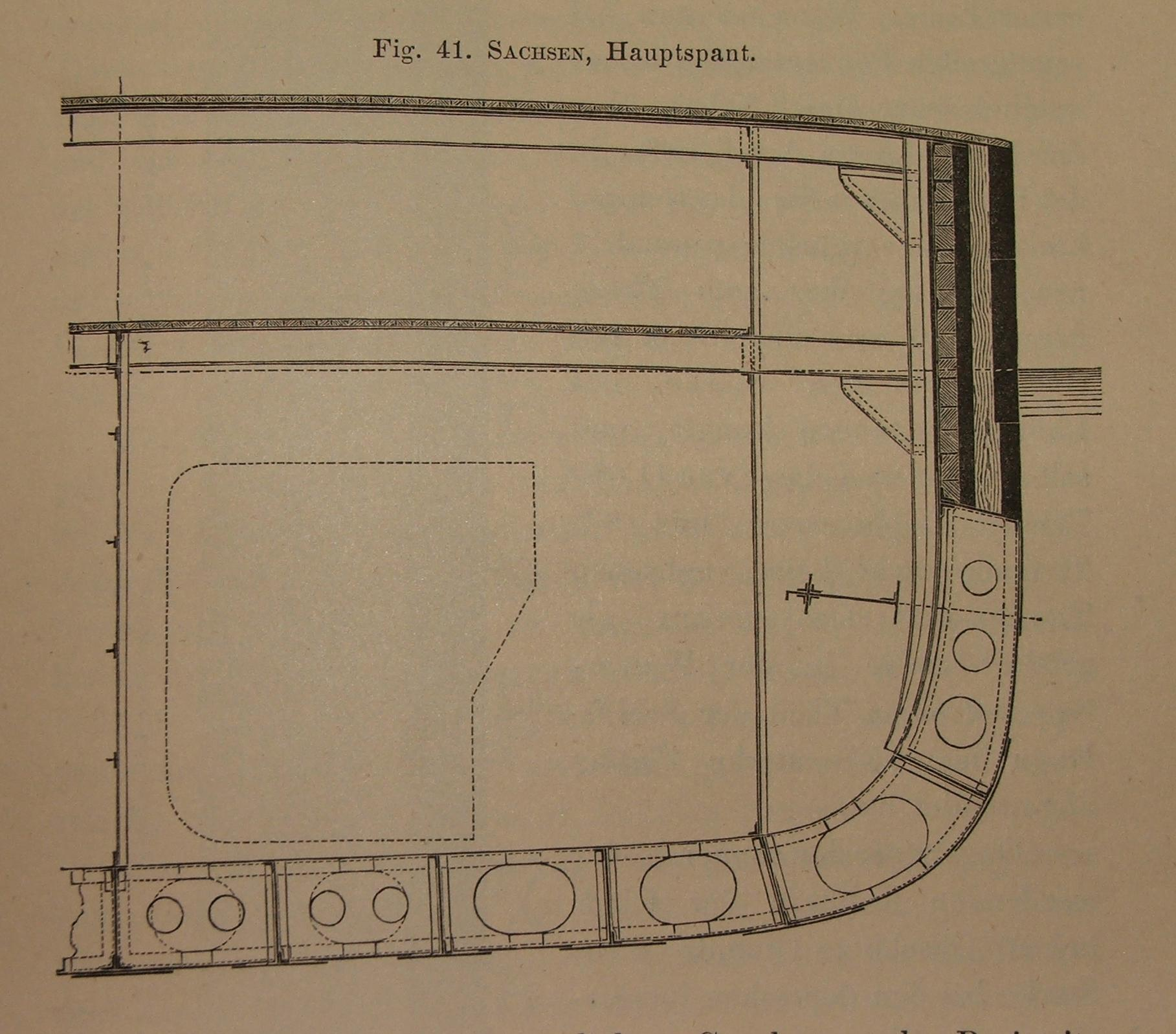
Hauptspant der Sachsen-Klasse

Man bezeichnete sie anfangs als Ausfallkorvetten und gelegentlich auch als Zitadellschiffe, da sie nur im mittleren Bereich gepanzert waren. Erste Planungen für die Schiffe der Klasse entstanden bereits 1861. Die vier geplanten Schiffe waren vor allem für die Küstenverteidigung im Einsatzraum Ostsee vorgesehen. Da die an die Stettiner Werft AG Vulcan vergebenen Schiffe wesentlich schneller fertig wurden als die zeitgleich bei der neuen Kaiserlichen Werft in Kiel georderten Bauten, wurde die Sachsen (Haushaltsname: „Panzerschiff B“) unvorhergesehen zur Namensgeberin ihrer Klasse. Typschiff wäre ansonsten ihr Schwesterschiff Bayern („Panzerschiff A“) geworden. Ab 1884 waren alle vier Schiffe einsatzfähig.

### Bewaffnung
Ihre Bewaffnung bestand aus jeweils sechs 26-cm-L/22-Ringkanonen. Vier der sechs Geschütze waren in der Mitte des Schiffes in Kasematten positioniert und zwei in vorderen offenen Barbetten. Die Geschützbedienungen waren somit schlecht geschützt – was aber damals auch international durchaus nicht unüblich war. Dieser Umstand war den sich rasant entwickelnden Neuerungen im Geschützbau geschuldet: Eine Einheitlichkeit der Lafettenkonstruktion war nicht gewährleistet, zumal sich die führenden Marinen nicht einmal zwischen Vorder- und Hinterladern bei schweren Marinegeschützen entscheiden konnten, da beide Arten ihre jeweiligen Vor- und Nachteile hatten. Ab 1886 verfügten die Schiffe zusätzlich über fünf Torpedorohre.

### Panzerung

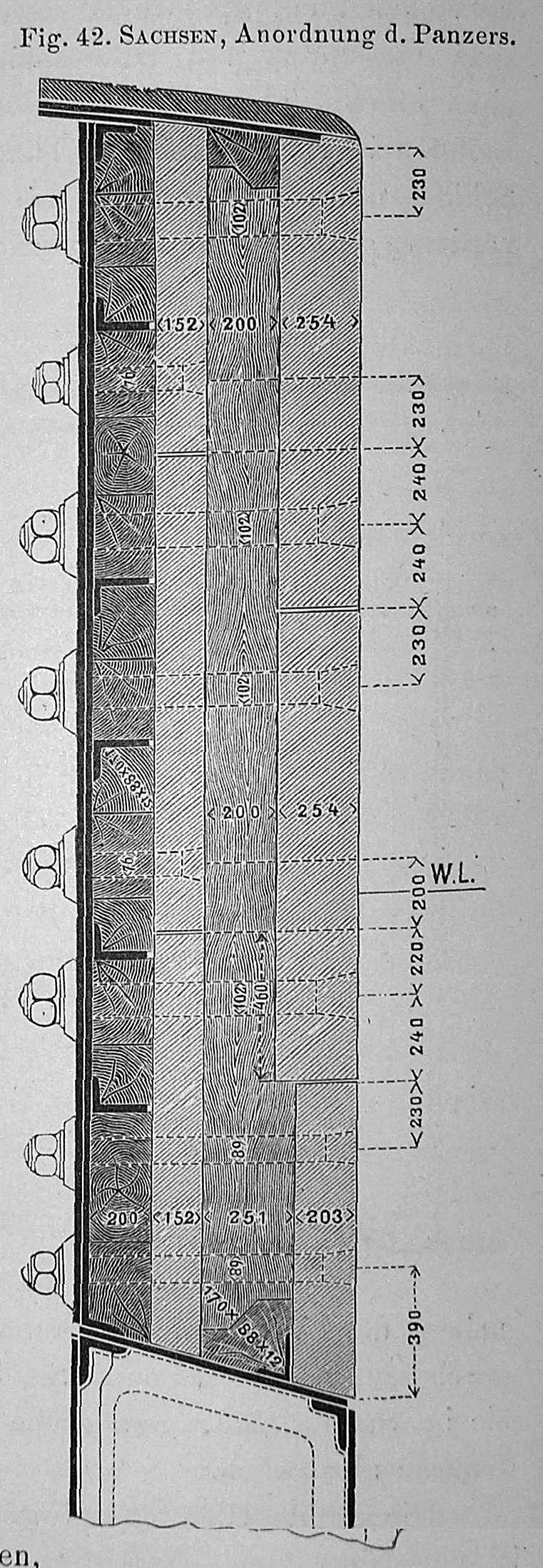
Panzerung der Sachsen-Klasse

Die Panzerung bestand aus Schmiedeeisen. Aufgrund der verbesserten Geschütze war eine verstärkte Panzerung erforderlich. Die Panzerplatten der Zitadelle, in der die wichtigsten Funktionen untergebracht war, waren 203–254 mm dick. Das sich im Innern befindliche gepanzerte Deck hatte 51–64 mm dicke Panzerplatten.

### Antrieb
Der Antrieb bestand aus zwei liegend eingebauten Dampfmaschinen mit acht Kofferkesseln in zwei getrennten Maschinenräumen. Die Schornsteine waren deshalb paarweise nebeneinander angeordnet, was zum Spitznamen „Zementfabrik“ führte. Die Schiffe dieser Klasse waren die ersten der Kaiserlichen Marine, die ohne Hilfsbeseglung gebaut wurden. Des Weiteren erhielten sie auch als erste von Anfang an elektrische Anlagen.

## Geschichte
Die Schiffe dieser Klasse wurden zwischen 1878 und 1881 in Dienst gestellt und taten bis 1910 Flottendienst. Allerdings war die Sachsen ab 1903 in Reserve und die Württemberg wurde ab 1906 als Schul- und Versuchsschiff für die Torpedoausbildung verwendet. Sie blieb auch als letzte Einheit der Sachsen-Klasse im Dienst, während die anderen drei ab 1910 als Zielschiffe, und wie im Fall der Baden sogar bis 1938, verbraucht wurden.